# Natrojarosita
La natrojarosita és un mineral que pertany al grup i al supergrup alunita, de la classe dels sulfats que rep el seu nom de la seva composició química i de la seva similitud amb la jarosita. Va ser descoberta l'any 1902 a Soda Springs Valley, Nevada, Estats Units.

## Característiques
La natrojarosita és un sulfat de ferro i sodi, amb fórmula NaFe₃(SO₄)₂(OH)₆. Cristal·litza en el sistema trigonal formant normalment crostes formades per petits cristalls. També s'hi troba em masses terroses o en pols. Forma cristalls pseudo-cúbics {01_12} o aplanats {0001} amb un esquema hexagonal. La seva duresa a l'escala de Mohs oscil·la entre 2,5 i 3,5. Té una lluentor vítria o mat, exfoliació perfecta en {0001} i fractura concoidal. Pertany al grup alunita, i forma una sèrie de solució sòlida amb la jarosita.
Segons la classificació de Nickel-Strunz, la natrojarosita pertany a «07.BC: Sulfats (selenats, etc.) amb anions addicionals, sense H₂O, amb cations de mida mitjana i gran» juntament amb els següents minerals: d'ansita, alunita, ammonioalunita, ammoniojarosita, argentojarosita, beaverita-(Cu), dorallcharita, huangita, hidroniojarosita, jarosita, natroalunita-2c, natroalunita, osarizawaïta, plumbojarosita, schlossmacherita, walthierita, beaverita-(Zn), ye'elimita, atlasovita, nabokoita, clorothionita, euclorina, fedotovita, kamchatkita, piypita, klyuchevskita, alumoklyuchevskita, caledonita, wherryita, mammothita, linarita, schmiederita, munakataita, chenita, krivovichevita i anhidrocaïnita.

## Formació i jaciments
Es forma típicament a la zona oxidada dels jaciments minerals d'alteració de la pirita en presència de sodi; rarament com un sublimat volcànic. Sol trobar-se associada a altres minerals com: guix, alunita, jarosita i plumbojarosita.
Als territoris de parla catalana ha estat descrita a Bruguers (Gavà, Baix Llobregat), a la pedrera del turó de Montcada (Montcada i Reixac, Vallès Occidental), a la mina de Les Ferreres (Camprodon, Ripollès), i a la mina San Miguel (Ribes de Freser, Ripollès).